# Cuphea intermedia
Cuphea intermedia är en fackelblomsväxtart som beskrevs av William Botting Hemsley. Cuphea intermedia ingår i släktet blossblommor, och familjen fackelblomsväxter. Inga underarter finns listade i Catalogue of Life.